# Diogmites rufibasis
Diogmites rufibasis là một loài ruồi trong họ Asilidae. Diogmites rufibasis được Williston miêu tả năm 1891.